# 小韦尔讷伊
小韦尔讷伊（法語：Verneuil-Petit，法語發音：[vɛʁnœj pəti]）是法国默兹省的一个市镇，与大韦尔讷伊相邻，属于凡尔登区。

## 地理
小韦尔讷伊（49°32'35"N, 5°24'51"E）面积3.99 平方千米，位于法国大東部大區默兹省，该省份为法国西北部内陆省份，北与比利时接壤，西接马恩省和阿登省，南至上马恩省和孚日省，东临默尔特-摩泽尔省。
与小韦尔讷伊接壤的市镇（或旧市镇、城区）包括：蒙梅迪、托讷拉隆、大韦尔讷伊。

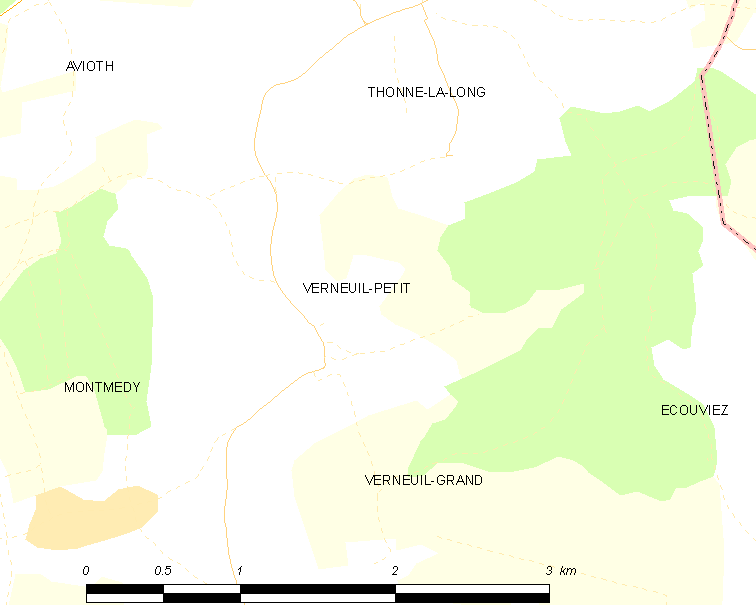
小韦尔讷伊的OSM定位图

小韦尔讷伊的时区为UTC+01:00、UTC+02:00（夏令时）。

## 行政
小韦尔讷伊的邮政编码为55600，INSEE市镇编码为55547。

## 政治
小韦尔讷伊所属的省级选区为蒙梅迪县。

## 人口

1962-2008年间小韦尔讷伊人口变化图示

小韦尔讷伊于2022年1月1日时的人口数量为109人。